# Usina Hidrelétrica Dona Francisca
A Usina Hidrelétrica Dona Francisca é uma usina hidrelétrica localizada sobre o Rio Jacuí, com potência efetiva de 125 MW. É administrada pela concessionária Consórcio Dona Francisca (DFESA e CEEE).
Entrou em operação com uma máquina em 5 de fevereiro de 2001, a segunda começou o trabalho a partir de 12 de maio de 2001. A usina tem sua casa de força localizada no município de Nova Palma, no estado do Rio Grande do Sul, e o reservatório banha, à margem direita, os municípios de Nova Palma e Pinhal Grande, e à esquerda, Agudo, Ibarama, Estrela Velha e Arroio do Tigre.
É dotada de duas turbinas do tipo Francis, eixo vertical, com potência 2 x 64,2 MW e queda líquida nominal de 38,15 m.
A barragem denominada Dona Francisca é feita de concreto compactado a rolo, com altura de 51 m e comprimento de 610 m.